# Quelaines-Saint-Gault

Quelaines-Saint-Gault este o comună în departamentul Mayenne, Franța. În 2009 avea o populație de 1,940 de locuitori.